# Palcza
Palcza – wieś w Polsce, położona w województwie małopolskim, w powiecie suskim, w gminie Budzów.
W latach 1954-1961 wieś była siedzibą gromady Palcza, po jej zniesieniu w gromadzie Budzów. W latach 1975–1998 wieś administracyjnie należała do województwa bielskiego.

## Położenie
Palcza znajduje się na granicy dwóch mezoregionów: Beskidu Makowskiego i Pogórza Wielickiego. Zabudowania i pola Palczy zajmują dość rozległe dno doliny Paleczki, od południowej i zachodniej strony zbocza Pasma Babicy należącego do Beskidu Makowskiego, od północnej Wzgórza Lanckorońskie należące do Pogórza Wielickiego. Przez Przełęcz Sanguszki Palcza graniczy z Harbutowicami. Przez miejscowość przechodzi droga wojewódzka nr 956.
Integralne części wsi Palcza: Chwałówka, Ciągówka, Doboszówka, Drożdżówka, Filarówka, Gałówka, Gibasówka, Głowicówka, Gorylówka, Końcówka, Kotówka, Księża Rola, Kurkówka, Łyszczarzówka, Mętylówka, Micorówka, Moskalówka Dolna, Moskalówka Górna, Natanówka, Noculówka, Pausówka,Paskówka, Piskówka, Smykówka, Sochówka, Sternalówka, Sularzówka, Susówka, Śpiewakówka, Turlejówka, U Chwały, Urbanówka, Zagroda
Religia: Parafia Matki Bożej Wspomożenia Wiernych w Palczy